# 察姆斯
察姆斯是奥地利蒂罗尔州兰德克县的一个市镇。总面积125.04平方公里，总人口3308人，人口密度26.5人/平方公里（2005年）。